# Futsal-Weltmeisterschaft der Frauen
Die Futsal-Weltmeisterschaft der Frauen ist ein alle vier Jahre stattfindendes Turnier, an dem die besten Frauen-Nationalteams im Futsal den Weltmeistertitel ausspielen. Dies wurde von der FIFA im Dezember 2022 angekündigt. Die erste Ausspielung wird 2025 ausgetragen.

## Qualifikation
Ab 2025 nehmen an den Endrunden 16 Mannschaften teil. Die Teilnehmer werden aus Qualifikationsturnieren und den jeweiligen Kontinentalmeisterschaften ausgewählt. Der Gastgeber ist jeweils automatisch qualifiziert.
| Konföderation | Qualifikationsplätze |
| ------------- | -------------------- |
| UEFA          | 4                    |
| AFC           | 3                    |
| CONMEBOL      | 3                    |
| CONCACAF      | 2                    |
| OFC           | 1                    |
| CAF           | 2                    |

## Modus
Die Vorrunde wird in vier Gruppen zu je vier Mannschaften gespielt. In den Gruppen spielt jeweils einmal jeder gegen jeden. Die beiden besten Mannschaften jeder Gruppe erreichen das Viertelfinale. Ab diesem wird im K.-o.-System bis zum Finale gespielt.

## Die Turniere im Überblick
| Jahr         | Gastgeber   | Finale      | Finale   | Finale   | Spiel um Platz drei | Spiel um Platz drei | Spiel um Platz drei |
| Jahr         | Gastgeber   | Weltmeister | Ergebnis | 2. Platz | 3. Platz            | Ergebnis            | 4. Platz            |
| ------------ | ----------- | ----------- | -------- | -------- | ------------------- | ------------------- | ------------------- |
| 2025 Details | Philippinen |             |          |          |                     |                     |                     |